# Marfa-Lichter

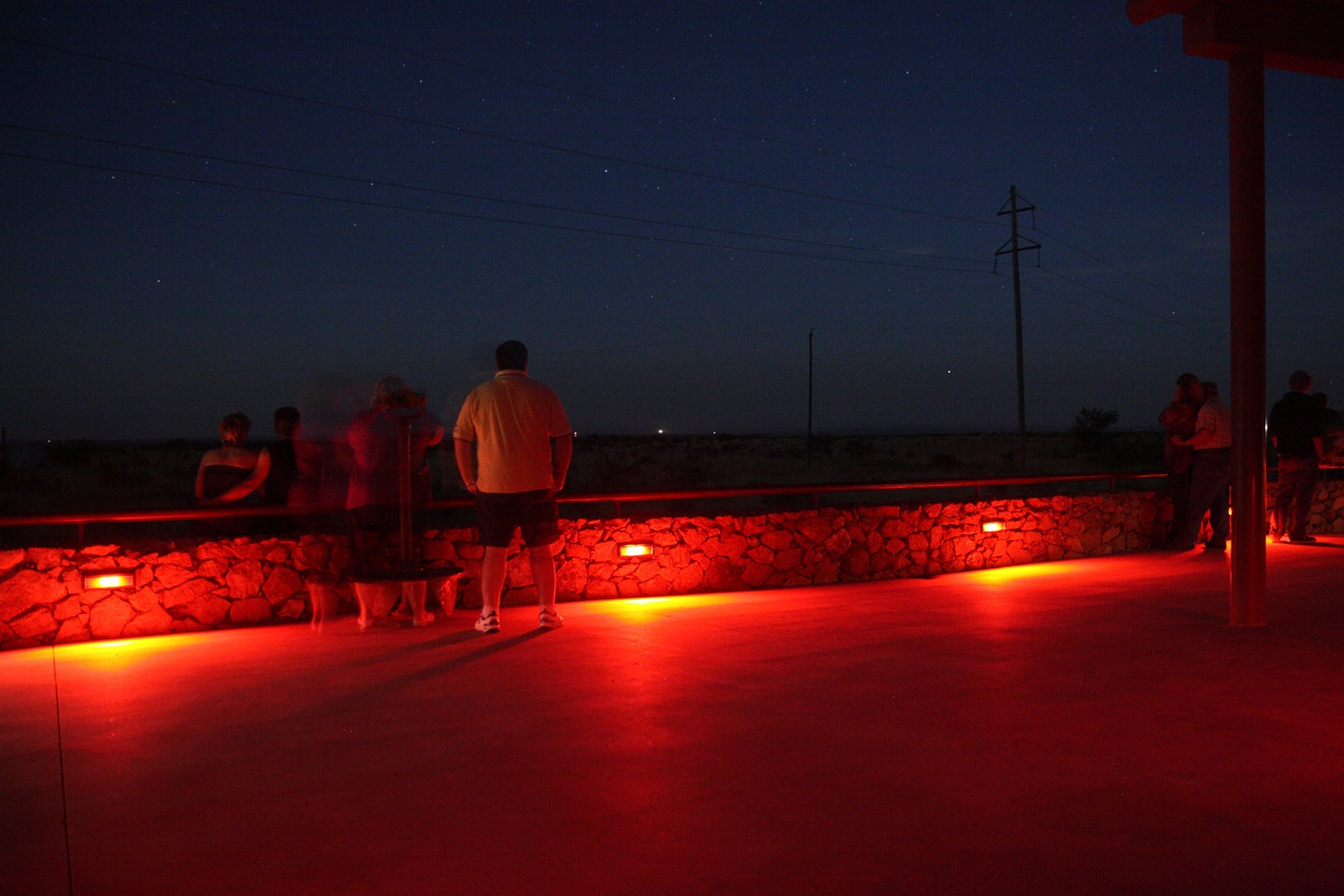
Die Marfa-Lichter, aufgenommen von einer offiziellen Aussichtsplattform östlich von Marfa, Texas

Als Marfa-Lichter bezeichnen die Ufologie und die Parawissenschaft ein seit mindestens 1957 dokumentiertes Phänomen von Leuchterscheinungen, die große Ähnlichkeiten mit den sogenannten Brown-Mountain-Lichtern und den berühmten Lichtern von Hessdalen aufweisen sollen. Das Phänomen soll auf den Ebenen von Mitchell Flat und bei den Chinati Mountains nahe der Stadt Marfa im US-Bundesstaat Texas auftreten.

## Beschreibung
Die sogenannten „Marfa-Lichter“ erscheinen nur während der Nacht, besonders kurz nach Einbruch der Dunkelheit. Berichte von Tagessichtungen liegen nicht vor. Sie werden überwiegend als kugelförmig, etwa baseball- bis basketballgroß und sehr hell leuchtend beschrieben. Ihre Lichtfarbe reicht von Weiß über Gelblich bis Orange und Rötlich, in seltenen Fällen von Grün bis Blau. Oft sollen sie regungslos dicht über dem Boden oder hoch in der Luft schweben. Manche Augenzeugen berichten von gemächlichen Bewegungen, andere wiederum von hektischen Zickzack-Manövern. Allen Berichten gemeinsam ist das Beschreiben von plötzlichem Erscheinen und Verschwinden der Lichter. Sie sollen außerdem geräuschlos sein.

## Legenden, Theorien und Untersuchungen
Einer örtlichen Legende zufolge sollen die Marfa-Lichter die Seelen ermordeter Apachen-Indianer sein, die um 1860 nahe Marfa getötet wurden. Eine andere Version dieser Legende beschreibt die Lichter als die Lagerfeuer der verstorbenen Apachen.
In den Jahren 1914 bis 1918, während des Ersten Weltkrieges und in der Nachfolgezeit, vermutete das ortsansässige Militär, die Marfa-Lichter seien vielleicht das Machwerk deutscher Agenten, die Positionslichter einsetzten, um eine Invasion der USA vorzubereiten. Während des Zweiten Weltkrieges wurden amerikanische Piloten dazu aufgefordert, den Leuchterscheinungen zu folgen und sie zu untersuchen, doch sie waren genauso erfolglos wie die Cowboys und Ranger zuvor. Die Quelle der angeblichen Erscheinungen konnte nicht ausfindig gemacht werden. Der erste offizielle Bericht über die Marfa-Lichter erschien im Jahr 1957 in dem Nachrichtenmagazin Coronet unter dem Titel The mystery of the Marfa ghost lights (dt. „Das Rätsel der Geister-Lichter von Marfa“). 
Im Laufe der Jahre wurden die Lichter regelmäßig gefilmt, fotografiert und ihr Erscheinen und ihre Häufigkeit genau dokumentiert. Besonders erwähnt sei die im Jahre 2004 durchgeführte Untersuchung mehrerer Studenten der University of Texas at Dallas. Dabei stellte sich heraus, dass die meisten angeblichen „Geisterlichter“ vorbeifahrenden Autos, LKWs und anderen Fahrzeugen zuzuschreiben sind. Diese befahren den U.S. Highway 90 und den U.S. Highway 67. Beide Highways liegen nur wenige Kilometer östlich von Marfa entfernt. Da die Ebene weitestgehend frei von künstlichen Lichtquellen ist, wirken die Lichter der Scheinwerfer ungewöhnlich hell. Andere Erscheinungen konnten niedrig fliegenden Jets zugeordnet werden. In einigen wenigen Fällen waren helle Sterne die Ursache für Leuchterscheinungen. Meteorologen betrachten es als weitere Möglichkeit, dass die Lichter das Resultat von Luftspiegelungen (sog. Fata Morgana) sind, die zustande kommen, wenn kalte Luftschichten auf die stark erwärmte Bodenluft treffen. Die – in Wirklichkeit meilenweit entfernten – Lichter werden so gespiegelt, dass sie dem Betrachter nahe erscheinen.